# Munio Vélaz
Munio Vélaz (m. después de mayo de 919) quien aparece en la documentación como Monnio Uigilazi in Alaba, sucedió al conde Gonzalo Téllez en 919 como conde en Álava.

## Biografía
No se conoce su ascendencia aunque por su patronímico y la cronología, pudo ser hijo del conde Vela Jiménez, quien se enfrentó a los ejércitos mulsulmanes liderados por Al-Mundir de Córdoba en 882 y en 883 y los derrotó en este último año en la batalla de Cellorigo. Munio aparece en los cartularios del Monasterio de Valpuesta el 18 de mayo de 919 gobernando Álava por mandato del rey, Se desconoce cuanto tiempo estuvo al frente del condado y la fecha en que fue reemplazado por su sucesor Álvaro Herraméliz, conde en Álava en 929. Es posible que Munio fuese el mismo que el conde Momo Biscahiensis quien figura en 919 como conde en Vizcaya.
Los únicos condes que gobernaron Álava, o los condados alaveses de Cerezo y Lantarón, fueron Vela Jiménez, Munio Vélaz, Gonzalo Téllez, Fernando Díaz y Álvaro Herraméliz. A partir de 932, el conde Fernán González ejerció el gobierno de Álava junto con el de Castilla.
Munio Vélaz debió morir pocos años después y antes de 931, ya que su viuda Velasquita contrajo después otros dos matrimonios.

## Matrimonio y descendencia
En las genealogías del Códice de Roda se documenta su matrimonio con la infanta Velasquita Sánchez, hija del rey Sancho Garcés I de Pamplona, con quien Munio aún no aparece casado en 924.
Munio y Velasquita fueron los padres de Aznar, Lope, Sancho, y Velasquita Muñoz, quienes no volvieron a aparecer en la documentación medieval.  Velasquita contrajo matrimonio después de enviudar con Galindo, hijo de Bernardo I de Ribagorza y en terceras nupcias con Fortún Galíndez.
| Predecesor: Vela Jiménez | Conde de Álava d. 883 - c.921 | Sucesor: Álvaro Herraméliz |